# A koreai nyelv átdolgozott latin betűs átírása
A koreai nyelv átdolgozott latin betűs átírása (국어의 로마자 표기법, Kugoi romadzsa phjogibop, angolul: Revised Romanization of Korean, RR) Dél-Korea által bevezetett átírási rendszer, mely 2000-ben váltotta fel az addig szokásos McCune–Reischauer-átírást. A rendszer diakritikus jelek helyett digráfokat, azaz kettős betűket alkalmaz és közelebb áll a koreai fonológiához. Észak-Koreában továbbra is a McCune–Reischauer rendszert használják.

## Átírási táblázatok

### Magánhangzók
| Hangul      | ㅏ | ㅐ | ㅑ | ㅒ  | ㅓ | ㅔ | ㅕ  | ㅖ | ㅗ | ㅘ | ㅙ  | ㅚ | ㅛ | ㅜ | ㅝ | ㅞ | ㅟ | ㅠ | ㅡ | ㅢ | ㅣ |
| Romanizáció | a  | ae | ya | yae | eo | e  | yeo | ye | o  | wa | wae | oe | yo | u  | wo | we | wi | yu | eu | ui | i  |

### Mássalhangzók
| Hangul      | Hangul  | ㄱ | ㄲ | ㄴ | ㄷ | ㄸ | ㄹ | ㅁ | ㅂ | ㅃ | ㅅ | ㅆ | ㅇ | ㅈ | ㅉ | ㅊ | ㅋ | ㅌ | ㅍ | ㅎ |
| Romanizáció | Kezdő   | g  | kk | n  | d  | tt | r  | m  | b  | pp | s  | ss | -  | j  | jj | ch | k  | t  | p  | h  |
| Romanizáció | Szóvégi | k  | k  | n  | t  | -  | l  | m  | p  | -  | t  | t  | ng | t  | -  | t  | k  | t  | p  | t  |

|                                             | következő kezdőgyök → | ㅇ   | ㄱ  | ㄴ     | ㄷ  | ㄹ     | ㅁ  | ㅂ  | ㅅ  | ㅈ  | ㅊ   | ㅋ  | ㅌ  | ㅍ  | ㅎ        |
| előző véggyök ↓                             |                       |      | g   | n      | d   | r      | m   | b   | s   | j   | ch   | k   | t   | p   | h         |
| ------------------------------------------- | --------------------- | ---- | --- | ------ | --- | ------ | --- | --- | --- | --- | ---- | --- | --- | --- | --------- |
| ㄱ                                          | k                     | g    | kg  | ngn    | kd  | ngn    | ngm | kb  | ks  | kj  | kch  | k-k | kt  | kp  | kh, k     |
| ㄴ                                          | n                     | n    | n-g | nn     | nd  | ll, nn | nm  | nb  | ns  | nj  | nch  | nk  | nt  | np  | nh        |
| ㄷ                                          | t                     | d, j | tg  | nn     | td  | nn     | nm  | tb  | ts  | tj  | tch  | tk  | t-t | tp  | th, t, ch |
| ㄹ                                          | l                     | r    | lg  | ll, nn | ld  | ll     | lm  | lb  | ls  | lj  | lch  | lk  | lt  | lp  | lh        |
| ㅁ                                          | m                     | m    | mg  | mn     | md  | mn     | mm  | mb  | ms  | mj  | mch  | mk  | mt  | mp  | mh        |
| ㅂ                                          | p                     | b    | pg  | mn     | pd  | mn     | mm  | pb  | ps  | pj  | pch  | pk  | pt  | p-p | ph, p     |
| ㅇ                                          | ng                    | ng-  | ngg | ngn    | ngd | ngn    | ngm | ngb | ngs | ngj | ngch | ngk | ngt | ngp | ngh       |
| A fontosabb változtatások sárgával kiemelve |                       |      |     |        |     |        |     |     |     |     |      |     |     |     |           |

- A ㄱ, ㄷ, ㅂ átírása magánhangzó előtt g, d, b, mássalhangzó után és szó végén k, t, p.
- Az ㄹ átírása magánhangzó előtt r, mássalhangzó előtt és szó végén l. Az ㄹㄹ átírása ll.
- Példák: 구 리 Guri, 설 악 Seorak, 칠 곡 Chilgok, 임 실 Imsil, 울 릉 Ulleung, 대관령 Daegwallyeong

## Kiejtéskövető átírási szabályok
- ㄱ→ ㅇ: 백마 Baengma, 막내 mangnae
- ㄴ+ㄹ= nn/ll: 신문로 Sinmunno, 신라 Silla
- ㅇ+ㄹ= ngn: 종로 Jongno
- ㅂ+ㄹ= mn: 왕십리 Wangsimni
- közbeiktatott ㄴ és ㄹ: 학여울 Hangnyeoul, 알약 allyak
- palatalizáció: 해돋이 haedoji, 같이 gachi, 맞히다 machida
- ㄱ, ㄷ, ㅂ, ㅈ + ㅎ esetén a hehezetes változatot írjuk: 좋고 joko, 놓다 nota, 잡혀 japyeo, 낳지 nachi
  - Amikor a ㅎ [ㄱ, ㄷ, ㅂ] után található, ki kell írni: 묵호 Mukho, 집현전 Jiphyeonjeon

## Egyéb szabályok
A neveket vezetéknév–utónév formában kell átírni, a kötőjel használata az utónévben megengedett, de nem kötelező: 송나리 Song Nari vagy Song Na-ri. A neveken belül nem szabad átírni az asszimilációkat: 한복남 Han Boknam és nem Bongnam.
A 도, 시, 군, 구, 읍, 면, 리, 동, és 가 adminisztratív egységek átírása egységesen  do, si, gun, gu, eup, myeon, ri, dong és ga, és kötőjellel követik a nevet: 양주군 Yangju-gun.